# Бейли, Рэндалл
Рэндалл Бейли (англ. Randall Bailey; 13 сентября 1974; Опа-Лока, США) — американский боксёр-профессионал. Экс-чемпион мира в двух весовых категориях.

## Профессиональная карьера
Дебютировал на ранге 6 апреля 1996 года, одержав победу техническим нокаутом в первом же раунде.

### Чемпионский бой с Карлосом Гонсалесом
15 мая 1999 года вышел на бой против чемпиона мира в 1-м полусреднем весе по версии WBO мексиканца Карлоса Гонсалеса. Выиграл нокаутом в первом раунде и завоевал титул.

### Защиты титула
11 декабря 1999 года нокаутировал в 9-м раунде мексиканца Эктора Лопеса.
8 апреля 2000 года нокаутировал в 7-м раунде мексиканца Рокки Мартинеса.

### Потеря титула
22 июля 2000 года встретился с колумбийцем Энером Хулио. На тот момент рекорд Бейли был 21-0 (21 KO). Поединок продлился все 12 раундов. Один судья отдал победу чемпиону — 115/111. Двое других посчитали, что сильнее был претендент — 113/111 и 114/111. Первый бой в карьере Рэндалла завершившийся решением судей и первое поражение.
2 февраля 2002 года нокаутировал в 3-м раунде панамца Деметрио Себальоса и завоевал титул временного чемпиона мира WBA в 1-м полусреднем весе.

### Чемпионский бой сДиосбелисом Уртадо
11 мая 2002 года встретился с кубинцем Диосбелисом Уртадо в бою за вакантный титул чемпиона мира в 1-м полусреднем весе по версии WBA. Потерпел поражение нокаутом в 7-м раунде. Впервые Бейли проиграл досрочно.

### Чемпионский бой сДемаркусом Корли
4 января 2003 года встретился с чемпионом мира в 1-м полусреднем весе по версии WBO американцем Демаркусом Корли. Судьи единогласно отдали победу чемпиону: 116/112 и 117/111 (дважды).
15 января 2004 проиграл по очкам американцу Ише Смиту.

### Чемпионский бой сМигелем Котто
11 декабря 2004 года встретился с чемпионом мира в 1-м полусреднем весе по версии WBO пуэрториканцем Мигелем Котто, имевшим рекорд 21-0 (17 KO). Пуэрториканец одержал победу техническим нокаутом в 6-м раунде.
22 октября 2008 года победил по очкам Демаркуса Корли. Счёт судей: 78/73 и 79/72 (дважды).

### Чемпионский бой сХуаном Уранго
28 августа 2009 года встретился с чемпионом мира в 1-м полусреднем весе по версии IBF колумбийцем Хуаном Уранго. Проиграл техническим нокаутом в 11-м раунде.

### Завоевание титула в полусреднем весе
9 июня 2012 года вышел на бой против американца Майка Джонса. На кону был вакантный титул чемпиона мира в полусреднем весе по версии IBF. Бейли нокаутировал своего соперника в 11-м раунде и стал чемпионом мира во второй весовой категории.
20 октября 2012 года уступил единогласно по очкам американцу Девону Александеру и потерял титул. Счёт судей: 110—116, 111—115, 109—117.

## Титулы
- Чемпион мира в 1-й полусредней весовой категории (WBO, 1999—2000).
- Временный чемпион мира в 1-й полусредней весовой категории (WBA, 2002).
- Чемпион мира в полусредней весовой категории (IBF, 2012).